# Consell General de la Val-d'Oise
El Consell General de la Val-d'Oise és l'assemblea deliberant executiva del departament francès de la Val-d'Oise a la regió d'Illa de França. La seva seu es troba a l'Hôtel du Département, a Cergy-Pontoise. Des de 2011, el president és Arnaud Bazin (Divers droite)

## Antics presidents del Consell
- François Scellier (UDF, després UMP), 1997 - 2008
- Didier Arnal (PS), 2008 - 2011

## Composició
El març de 2011 el Consell General de Essone era constituït per 39 elegits pels 39 cantons de la Val-d'Oise.
| Partit                                           | Sigles | Electes |
| ------------------------------------------------ | ------ | ------- |
| Groupe Val d'Oise Utile et Solidaire (18 escons) |        |         |
| Partit Socialista                                | PS     | 16      |
| Divers gauche                                    | DVG    | 3       |
| Partit Comunista Francès                         | PCF    | 1       |
| Sense etiqueta                                   | SE     | 1       |
| Groupe Union pour le Val-d'Oise (21 escons)      |        |         |
| Unió pel Moviment Popular                        | UMP    | 16      |
| Divers droite                                    | DVD    | 3       |
| Amunt la República                               | DLR    | 1       |
| Partit Radical                                   | PR     | 1       |
| President del Consell General                    |        |         |
| Arnaud Bazin (UMP)                               |        |         |